# Erizzo
Die Erizzo waren ein venezianisches Patriziergeschlecht.
Die Familie war ursprünglich in Capodistria (Istrien) ansässig. Anlässlich der serrata von 1297 wurde sie in den Kreis der venezianischen Patrizier aufgenommen. 1847 erlosch das Geschlecht.

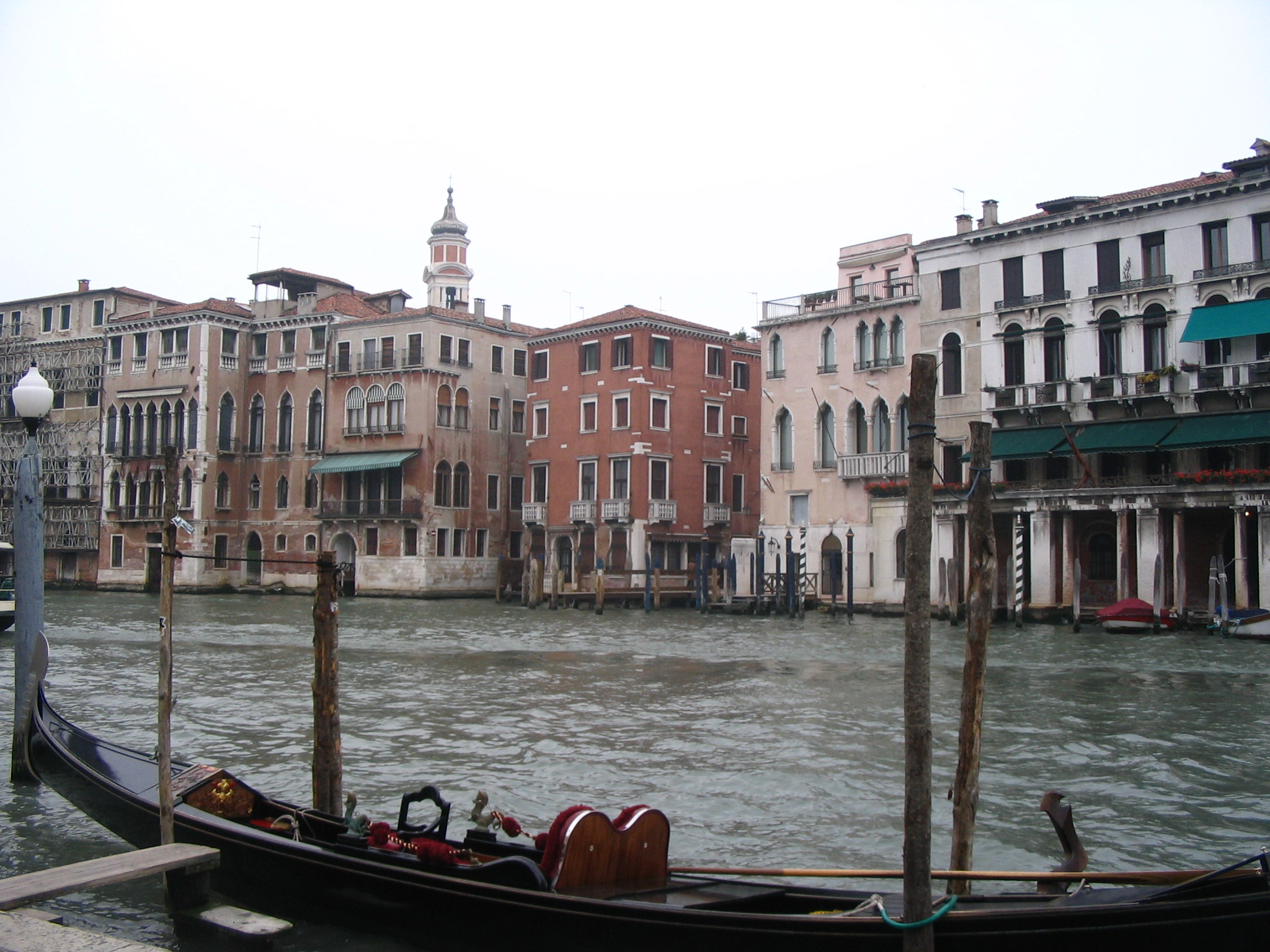
Palazzo Bollani Erizzo
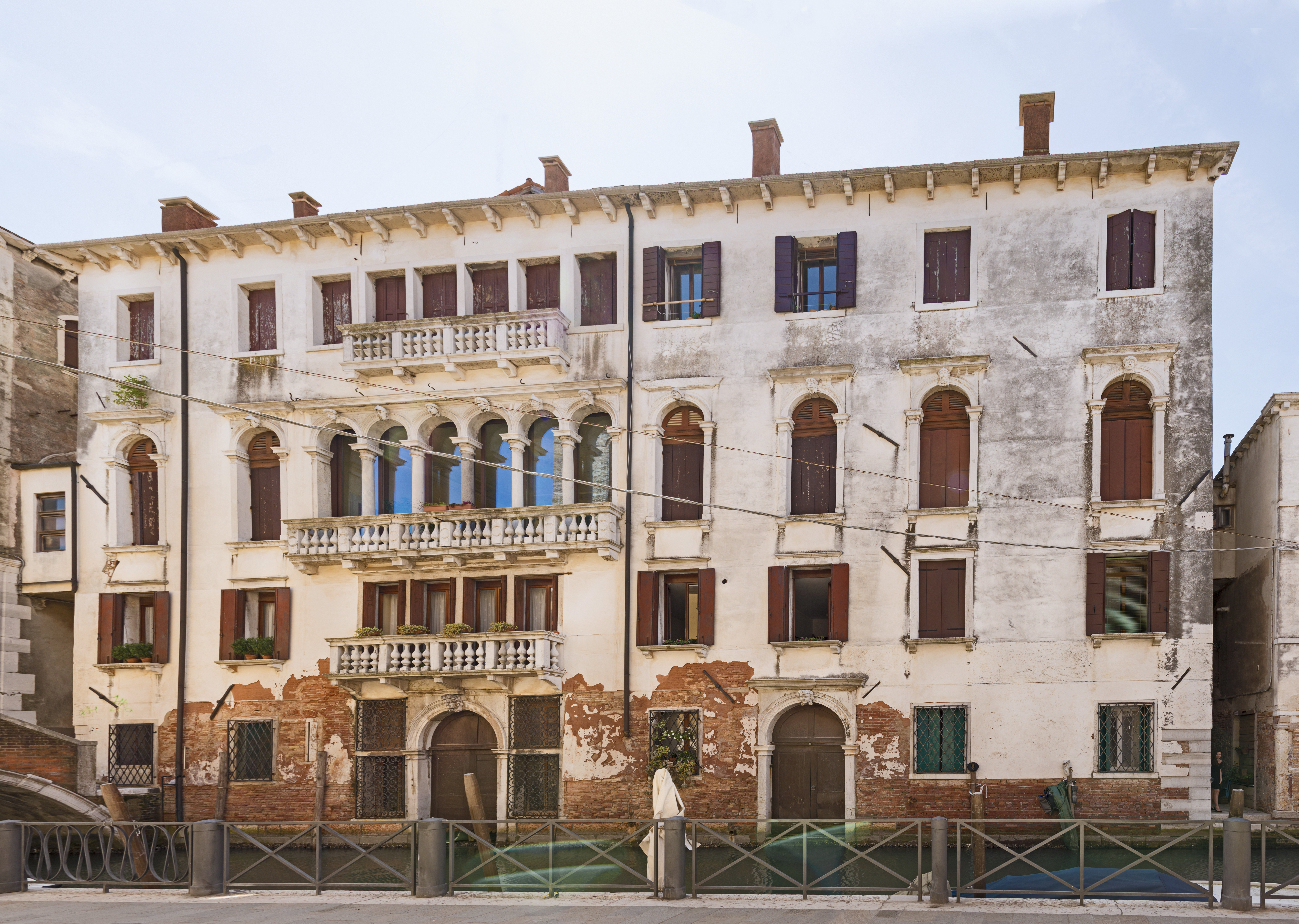
Palazzo Erizzo in San Martino
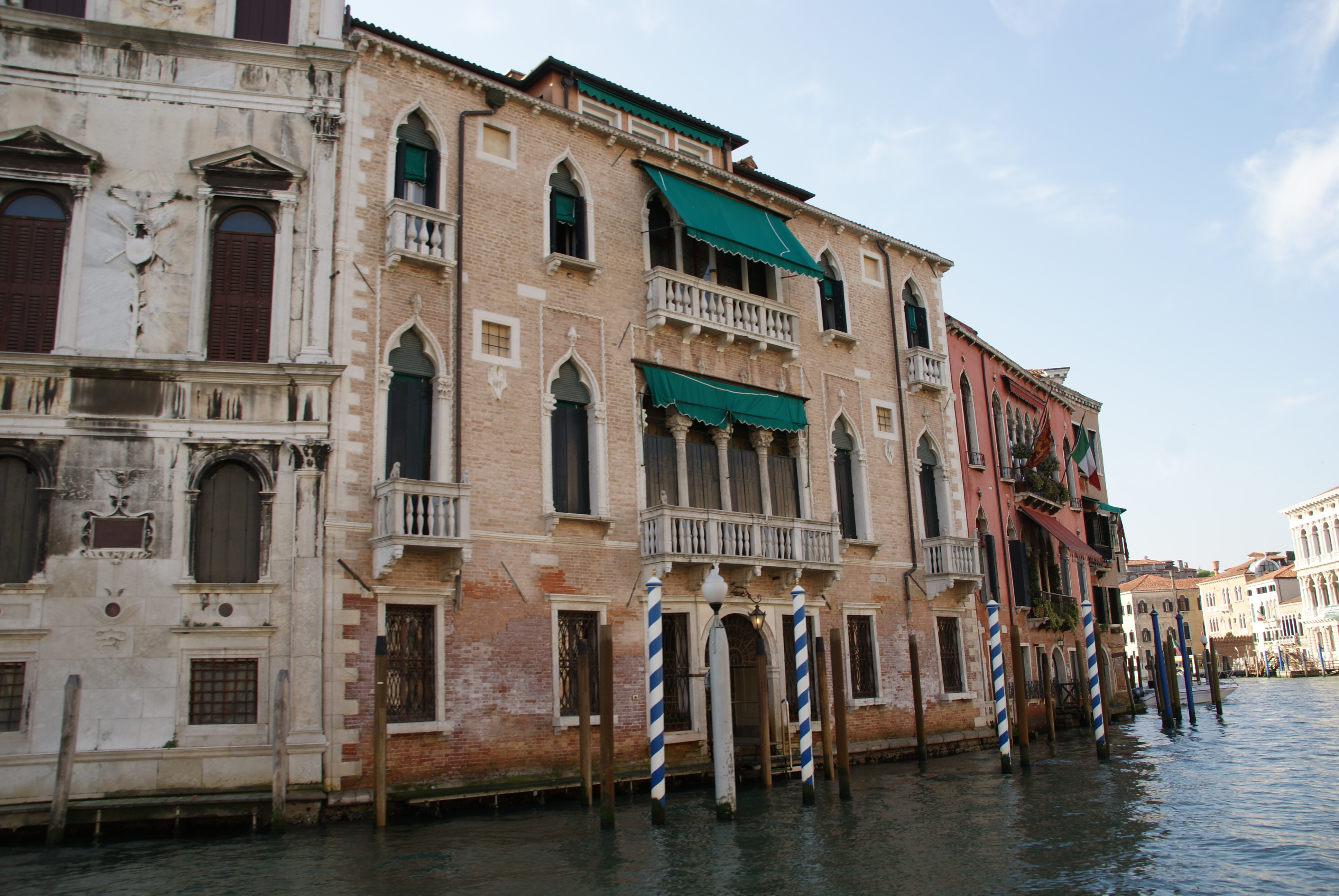
Palazzo Erizzo Nani Mocenigo

## Bekannte Familienmitglieder
- Francesco Erizzo (1566–1646), 1631–1646 Doge von Venedig